# Lee Tracy
Lee Tracy, all'anagrafe William Lee Tracy (Atlanta, 14 aprile 1898 – Santa Monica, 18 ottobre 1968), è stato un attore statunitense.

## Biografia
È noto soprattutto per aver interpretato il ruolo del presidente Hockstader nel film L'amaro sapore del potere, che nel 1965 gli valse la candidatura all'Oscar come  miglior attore non protagonista.

## Filmografia parziale

### Cinema
- Il ritorno (Back Time), regia di Kenneth Hawks (1929)
- La leggenda di Liliom (Liliom), regia di Frank Borzage (1930)
- Temerario nato (Born Reckless), regia di Andrew Bennison, John Ford (1930)
- Il dottor X (Doctor X), regia di Michael Curtiz (1932)
- La cronaca degli scandali (Blessed Event), regia di Roy Del Ruth (1932)
- La verità seminuda (The Half Naked Truth), regia di Gregory La Cava (1932)
- Argento vivo (Bombshell), regia di Victor Fleming (1933)
- Pranzo alle otto (Dinner at Eight), regia di George Cukor (1933)
- Edizione straordinaria (I'll Tell the World), regia di Edward Sedgwick (1934)
- L'ebbrezza dell'oro (Sutter's Gold), regia di James Cruze (1936)
- Danaro e sangue (The Pay Off), regia di Arthur Dreifuss (1942)
- Power of the Press, regia di Lew Landers (1943)
- G 2 Servizio segreto (Betrayal from the East), regia di William Berke (1945)
- Alta marea (High Tide), regia di John Reinhardt (1947)
- L'amaro sapore del potere (The Best Man), regia di Franklin J. Schaffner (1965)

### Televisione
- Lights Out – serie TV, episodio 3x17 (1950)
- The Amazing Mr. Malone – serie TV, 13 episodi (1951-1952)
- Martin Kane, Private Eye – serie TV, 6 episodi (1952-1953)
- New York Confidential – serie TV, 39 episodi (1959)
- Follow the Sun – serie TV, episodi 1x18-1x30 (1962)
- Going My Way – serie TV, episodio 1x23 (1963)
- Profiles in Courage – serie TV, 1 episodio (1965)
- Ben Casey – serie TV, episodio 4x24 (1965)

## Doppiatori italiani
- Giorgio Capecchi in L'amaro sapore del potere
- Ubaldo Lay in Pranzo alle otto (ridoppiaggio)